# Glen Phillips (singer-songwriter)
Glen Phillips (Santa Barbara (Californië), 29 december 1970) is een Amerikaanse singer-songwriter. In 1986 richtte hij de band Toad The Wet Sprocket op, een alternatieve pop/rockband die het in die tijd erg goed deed. Na vijf albums werd in 1998 de handdoek in de ring gegooid als gevolg van creatieve meningsverschillen. Phillips besloot alleen verder te gaan.
In 2000 bracht Phillips zijn eerste album uit, getiteld Abulum. Dit album werd geproduceerd door Ethan Johns en werd later nogmaals uitgebracht op dvd, met een liveconcert als bonus.
In 2003 kwam Live At Largo uit. Behalve oud en nieuw solomateriaal speelde hij ook een aantal nummers uit zijn Toad-tijd. 2005 betekende een ommekeer in zijn solocarrière: hij tekende bij het label Lost Highway en onder dit label kwam Winter Pays For Summer uit. Hierbij kreeg hij hulp van onder anderen Ben Folds, Aimee Mann en Jon Brion. Hierna scheidden zich de wegen van dit label en Phillips, waarna hij weer onafhankelijk verder moest. Na deze scheiding in 2006 kwam het album Mr. Lemons uit, met onder meer Kim Richey en Garrison Starr. Naast deze albums bracht Phillips in 2007 ook nog een EP uit (Unlucky 7) en een album met de band Nickel Creek, onder de titel Mutual Admiration society.

## Discografie

### Studioalbums
- Abulum, 2000
- Winter pays for summer, 2005
- Mr. Lemons, 2006
- Secrets of the new explorers, 2008
- Tornillo, 2010
- Coyote sessions, 2012
- Options – B-sides & demos, 2014
- Swallowed by the new, 2016